# Сусень (комуна, Муреш)
Сусень, Сусені (рум. Suseni) — комуна у повіті Муреш в Румунії. До складу комуни входять такі села (дані про населення за 2002 рік):
- Луєріу (765 осіб)
- Сусень (1554 особи) — адміністративний центр комуни

Комуна розташована на відстані 284 км на північ від Бухареста, 32 км на північний схід від Тиргу-Муреша, 86 км на схід від Клуж-Напоки, 145 км на північний захід від Брашова.

## Населення
За даними перепису населення 2002 року у комуні проживали 2319 осіб.
Національний склад населення комуни:
| Національність | Кількість осіб | Відсоток |
| -------------- | -------------- | -------- |
| румуни         | 1423           | 61,4%    |
| угорці         | 685            | 29,5%    |
| цигани         | 207            | 8,9%     |
| українці       | 2              | 0,1%     |
| німці          | 2              | 0,1%     |

Рідною мовою назвали:
| Мова      | Кількість осіб | Відсоток |
| --------- | -------------- | -------- |
| румунська | 1551           | 66,9%    |
| угорська  | 681            | 29,4%    |
| циганська | 86             | 3,7%     |
| німецька  | 1              | < 0,1%   |

Склад населення комуни за віросповіданням:
| Релігія        | Кількість осіб | Відсоток |
| -------------- | -------------- | -------- |
| православні    | 1524           | 65,7%    |
| реформати      | 679            | 29,3%    |
| адвентисти     | 40             | 1,7%     |
| римо-католики  | 38             | 1,6%     |
| п'ятдесятники  | 15             | 0,6%     |
| греко-католики | 12             | 0,5%     |
| баптисти       | 2              | 0,1%     |
| унітарії       | 1              | < 0,1%   |

## Зовнішні посилання
- Дані про комуну Сусень на сайті Ghidul Primăriilor